# Lobe (anatomie)
Pour les articles homonymes, voir Lobe.
Le lobe est un terme d'anatomie caractérisant une partie arrondie ou saillante d'un organe. Sa taille est suffisamment importante pour être palpé ou disséqué, on parle aussi de lobule pour des structures arrondies de petite taille.

## Liste de lobe du corps humain

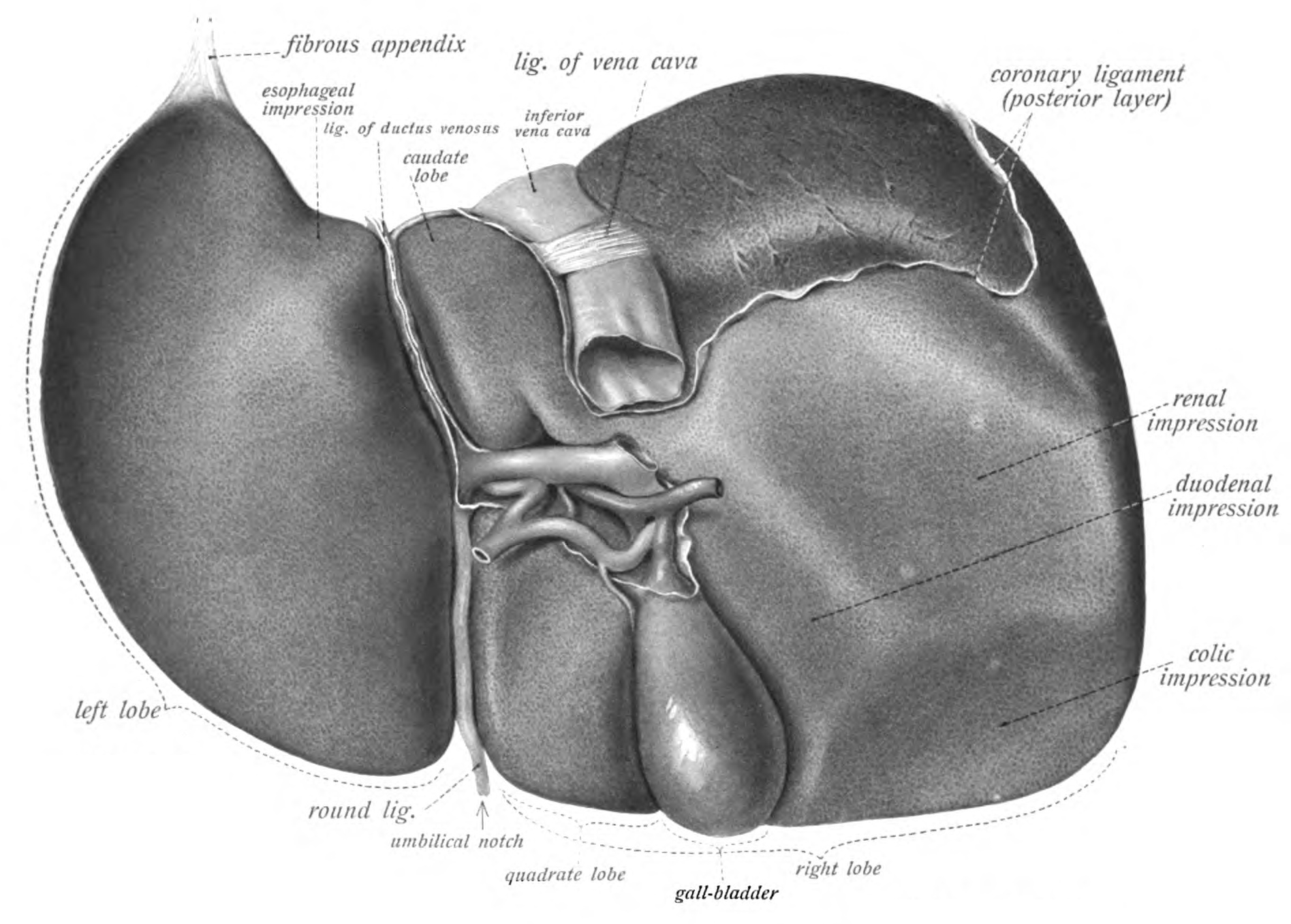
Lobes d'un foie humain.

- Lobes droit, médian et gauche de la prostate
- Lobe carré, lobe caudé ou lobe de Spiegel du foie
- Lobe azygos, lobe inférieur, lobe moyen, lobe supérieur du poumon
- Lobe pyramidal de la thyroïde
- Les lobes du cerveau : lobe frontal, lobe pariétal, lobe temporal et lobe occipital. On désigne parfois le système limbique sous son nom historique de grand lobe limbique (de  Broca)
- Lobe d'oreille
- Les lobules du sein chez la femme.